# Antonio Rukavina
Antonio Rukavina (în sârbă Антонио Рукавина, pronunțat [ǎntonio rukǎʋina]; n. 26 ianuarie 1984) este un fotbalist sârb care joacă pe postul de fundaș pentru clubul kazah Astana și pentru echipa națională din Serbia.

## Cariera pe echipe
Rukavina a început la clubul local Bežanija, făcându-și debutul la seniori în sezonul 2002-2003, cu care a promovat în Liga a doua a Serbiei și Muntenegruluii. În sezonul 2005-2006 a promovat cu Bežanija în Superliga Serbiei.
În decembrie 2006 Partizan și Bežanija au ajuns la o înțelegere pentru transferul lui Rukavina la pachet cu Žarko Lazetić. Ambii jucători au semnat contracte de patru ani în ianuarie 2007. Avându-l ca antrenor pe Miroslav Đukić, Rukavina a devenit repede titular, marcând trei goluri în 15 meciuri în a doua jumătate a sezonului 2006-2007. A fost numit căpitanul echipei înaintea sezonului 2007-2008.
În ianuarie 2008, Rukavina a fost transferat de clubul german Borussia Dortmund. El a debutat în Bundesliga în luna februarie a aceluiași an, jucând 90 de minute într-o remiză, scor 3-3 în deplasare cu MSV Duisburg. În februarie 2009, Rukavina a fost împrumutat la echipa din 2. Bundesliga 1860 München până la sfârșitul sezonului. El a fost transferat permanent de 1860 la München în iunie 2009, la schimb cu Sven Bender.
În iulie 2012, Rukavina s-a transferat în Spania și a semnat cu Valladolid o înțelegere pe trei ani, unde a fost antrenat tot de Miroslav Đukić. El a debutat în La Liga într-o victorie cu 1-0 împotriva Zaragozei în august, jucând întregul meci. În cele două sezoane de pe José Zorrilla, Rukavina a adunat 71 de meciuri și a marcat de două ori.
La 8 iulie 2014, Rukavina a semnat un contract pe doi ani cu Villarreal. A strâns 32 de meciuri în toate competițiile în primul sezon cu El Submarino Amarillo. În următorul sezon, 2015-2016, Rukavina a jucat în 31 de meciuri, dintre care 10 în UEFA Europa League.
În iulie 2018, Rukavina a semnat cu echipa kazahă Astana din postura de jucător liber de contract. În primul sezon la Astana a câștigat campionatul.

## Cariera internațională
Rukavina a reprezentat Serbia la campionatul european sub 21 de ani al UEFA. El a fost titularul postului de fundaș dreapta în timpul turneului, jucând în patru meciuri, iar echipa sa terminat pe locul al doilea după ce a pierdut cu 4-1 în finală cu Olanda, țara gazdă.
La 2 iunie 2007, Rukavina a debutat pentru naționala mare a Serbiei, jucând 90 de minute într-o victorie în deplasare scor 2-0 cu Finlanda în calificările pentru UEFA Euro 2008. El a fost numit în lotul definitiv care a făcut deplasarea la Campionatul Mondial din 2010, dar nu a jucat niciun meci.
În iunie 2018, antrenorul Serbiei, Mladen Krstajić, l-a inclus pe Rukavina în lotul de 23 de jucători care a jucat la Campionatul Mondial din 2018. El a jucat în două meciuri din grupe, împotriva lui Costa Rica (victoria cu 1-0) și a Braziliei (2-0), grupă în care Serbia a terminat pe locul al treilea.

## Statistici

### Club
Începând cu data de 11 mai 2019 
| Club                    | Sezon         | Campionat | Campionat | Cupă    | Cupă   | Continental | Continental | Altele  | Altele | Total   | Total  |
| Club                    | Sezon         | Meciuri   | Goluri    | Meciuri | Goluri | Meciuri     | Goluri      | Meciuri | Goluri | Meciuri | Goluri |
| ----------------------- | ------------- | --------- | --------- | ------- | ------ | ----------- | ----------- | ------- | ------ | ------- | ------ |
| Bežanija                | 2002–2003     | 27        | 8         | —       | —      | —           | —           | —       | —      | 27      | 8      |
| Bežanija                | 2003–2004     | 33        | 3         | —       | —      | —           | —           | —       | —      | 33      | 3      |
| Bežanija                | 2004–2005     | 33        | 2         | —       | —      | —           | —           | —       | —      | 33      | 2      |
| Bežanija                | 2005–2006     | 36        | 3         | —       | —      | —           | —           | —       | —      | 36      | 3      |
| Bežanija                | 2006–2007     | 16        | 2         |         |        | —           | —           | —       | —      | 16      | 2      |
| Bežanija                | Total         | 145       | 18        |         |        | —           | —           | —       | —      | 145     | 18     |
| Partizan                | 2006–2007     | 15        | 3         | 2       | 0      | 0           | 0           | —       | —      | 17      | 3      |
| Partizan                | 2007–2008     | 17        | 1         | 0       | 0      | 2           | 0           | —       | —      | 19      | 1      |
| Partizan                | Total         | 32        | 4         | 2       | 0      | 2           | 0           | —       | —      | 36      | 4      |
| Borussia Dortmund       | 2007–2008     | 14        | 0         | 4       | 0      | —           | —           | —       | —      | 18      | 0      |
| Borussia Dortmund       | 2008–2009     | 5         | 0         | 1       | 0      | 1           | 0           | 1       | 0      | 8       | 0      |
| Borussia Dortmund       | Total         | 19        | 0         | 5       | 0      | 1           | 0           | 1       | 0      | 26      | 0      |
| 1860 München (împrumut) | 2008–2009     | 15        | 1         | 0       | 0      | —           | —           | —       | —      | 15      | 1      |
| 1860 München            | 2009–2010     | 32        | 0         | 3       | 0      | —           | —           | —       | —      | 35      | 0      |
| 1860 München            | 2010–2011     | 34        | 0         | 2       | 0      | —           | —           | —       | —      | 36      | 0      |
| 1860 München            | 2011–2012     | 31        | 0         | 2       | 0      | —           | —           | —       | —      | 33      | 0      |
| 1860 München            | Total         | 112       | 1         | 7       | 0      | —           | —           | —       | —      | 119     | 1      |
| Valladolid              | 2012–2013     | 37        | 1         | 1       | 0      | —           | —           | —       | —      | 38      | 1      |
| Valladolid              | 2013–2014     | 34        | 1         | 1       | 0      | —           | —           | —       | —      | 35      | 1      |
| Valladolid              | Total         | 71        | 2         | 2       | 0      | —           | —           | —       | —      | 73      | 2      |
| Villarreal              | 2014–2015     | 21        | 0         | 7       | 0      | 4           | 0           | —       | —      | 32      | 0      |
| Villarreal              | 2015–2016     | 18        | 0         | 3       | 0      | 10          | 0           | —       | —      | 31      | 0      |
| Villarreal              | 2016–2017     | 4         | 0         | 2       | 0      | 6           | 0           | —       | —      | 12      | 0      |
| Villarreal              | 2017–2018     | 17        | 0         | 4       | 0      | 3           | 0           | —       | —      | 24      | 0      |
| Villarreal              | Total         | 60        | 0         | 16      | 0      | 23          | 0           | —       | —      | 99      | 0      |
| Astana                  | 2018          | 3         | 0         | 0       | 0      | 14          | 0           | 0       | 0      | 17      | 0      |
| Astana                  | 2019          | 11        | 0         | 0       | 0      | 0           | 0           | 1       | 0      | 12      | 0      |
| Astana                  | Total         | 14        | 0         | 0       | 0      | 14          | 0           | 1       | 0      | 29      | 0      |
| Total carieră           | Total carieră | 453       | 25        | 32      | 0      | 40          | 0           | 2       | 0      | 527     | 25     |

1. ↑  Meciuri în Supercupa Germaniei
2. ↑  Meciuri în Supercupa Kazahstanului

### Meciuri la națională
Începând cu data de 11 martie 2019 
| Echipa națională | An    | Meciuri | Goluri |
| ---------------- | ----- | ------- | ------ |
| Serbia           | 2007  | 7       | 0      |
| Serbia           | 2008  | 7       | 0      |
| Serbia           | 2009  | 4       | 0      |
| Serbia           | 2010  | 4       | 0      |
| Serbia           | 2011  | 0       | 0      |
| Serbia           | 2012  | 1       | 0      |
| Serbia           | 2013  | 5       | 0      |
| Serbia           | 2014  | 2       | 0      |
| Serbia           | 2015  | 0       | 0      |
| Serbia           | 2016  | 7       | 0      |
| Serbia           | 2017  | 7       | 0      |
| Serbia           | 2018  | 11      | 0      |
| Serbia           | 2019  | 2       | 0      |
| Total            | Total | 57      | 0      |

## Titluri

### Club
Bežanija
- Prima Ligă a Serbiei : 2005-06
- Liga Belgradului : 2002-03

Borussia Dortmund
- Supercupa Germaniei: 2008
- DFB-Pokal: finalist 2007-08

Astana
- Superliga Kazahstanului: 2018
- Supercupa Kazahstanului: 2019

### Internațional
Serbia
- Campionatul European sub 21 de ani: finalist 2007